# سوندرز ديفيز
سوندرز ديفيز (بالإنجليزية: Saunders Davies)‏ هو قسيس بريطاني، ولد في 30 ديسمبر 1937، وتوفي في 30 مارس 2018.